# 求人情報誌
求人情報誌（きゅうじんじょうほうし）は、企業などの各種求人情報を業種や職種、勤務地などのカテゴリーに分け掲載している情報誌（雑誌）である。求人誌とも呼ばれる。

## 概要
求人情報誌は、多くは地域別に発行されている。また、有料のもの、無料のものがある。個々の雇用形態の求人のみ掲載している求人誌もある。
インターネット普及以前は、新卒者向けの各種就職ガイドが発行されていたが、現在ではほとんどなくなっている。
配布ルートはスーパーやコンビニなどの店頭など、販売はキヨスク（鉄道駅売店）、コンビニエンスストア、書店、大学生協などで100円。
発行サイクルは正社員・アルバイト誌が基本的に週1回（週刊）。

## 仕事探しの変化
求人情報誌が登場するまでの正社員や職員・アルバイト・パートなどの仕事探しは、
- 公共職業安定所（ハローワーク）で調べる
- 新聞本紙の求人情報を見る
- 新聞に挟まれる折込広告（チラシ）で職探し
- 企業や店頭、電柱、壁などで正社員・職員・アルバイト・パートなどの求人募集看板やポスターを見て応募
- 知り合いや親族などの伝（縁故）

という求職スタイルがあったが、雑誌形式を取ることで広告掲載料金のほかに売上収入が獲得できる、新聞を読まない層にも求人情報を行き渡らせることができる、求人専門の広告代理店が設立されるなど、「求人広告」というマーケットを確立した意味合いは大きい。
以前は有料が原則だったが、現在では無料の配布形式（フリーペーパー）をとる雑誌が増えてきている。無料の求人誌は静岡県が発祥と言われる。静岡県ではアルバイトタイムスが1970年代にはすでに無料求人誌を発行している。これが1990年代に全国に広まっている。
現在は、個人消費の低迷やインターネットの普及による雑誌の買い控えで、有料求人誌が求職者に情報が行き渡らなくなってきている、求人サイトや求人サイトの比較まとめサイトによるインターネットでの求人情報の無料提供の発達などによって無料で求人情報が手に入るなどにより有料求人誌は減少し、無料求人誌が増えている。
また、最近では即日払いの求人サイトが主流になりつつある。
給料日が毎日変動するのが主流になるとの考えを唱える学者もいる。

## 風俗求人誌の問題
当然のことながら、風俗店も、店員や風俗嬢などの募集を行うのに当たって、風俗店専用の求人誌に掲載することがある。ただ、これら風俗求人誌は、タウン情報誌を装う形で街頭に設置されるケースが多く、道徳的にも、街の美観上も問題となる。このため、各都道府県の迷惑防止条例で、規制もしくは禁止されているケースが多い。2008年9月1日には、大阪市内のコンビニ前などの陳列棚に、無料の風俗求人誌を並べていた大阪市内の広告会社が、大阪府迷惑防止条例違反容疑で、国内では初めて書類送検されている。